# Адельчіз (князь Беневентський)
Адельчіз або Адельгіз (†878), князь Беневентський (854—878), син князя Радельхіза I та брат князя Радельгара.
Адельчіз був змушений захищати землі свого князівства та його незалежність від сарацинів на півдні, короля Італії Людовика II на півночі та візантійців на сході. Спочатку йому не поталанило у війні з сарацинами, які у 860 захопили Барі. Адельчіз підписав перемир'я з ними та сплатив велику данину. Після цього він був змушений просити допомогу в короля Людовика II, який переміг сарацинів і в 871 відвоював Барі. Після цього Людовик отримав велику перевагу та розмістив свої гарнізони у замках князівства.
Тоді Адельчіз полонив Людовика, який перебував у його палаці в Беневенто. Проте, через місяць сарацини знову висадились у землях Адельчіза, який звільнив Людовика, взявши з нього клятву ніколи не повертатись з військом до Беневенто та не мстити за перебування у полоні. Людовик поїхав до Рима, де 28 травня 872 папа Римський Адріан II звільнив його від вимушеної присяги. Король намагався покарати Адельчіза, але не зумів це зробити, оскільки той перебував у союзі з візантійцями.
Адельчіз був убитий у травні 878.